# Elke Büdenbender
Elke Büdenbender (ur. 14 stycznia 1962 w Salchendorfie) – niemiecka prawnik i sędzia, od 19 marca 2017 pierwsza dama Niemiec. Żona prezydenta Niemiec Franka-Waltera Steinmeiera.

## Życiorys
Pochodzi z katolickiej rodziny w Westfalii. Jej ojciec był stolarzem. Była pierwszym dzieckiem w rodzinie, które ukończyło studia.
Od 1985 roku studiowała prawo na Uniwersytecie Justusa Liebiga w Giessen. Od 1987 roku pracowała jako asystentka naukowa w Katedrze Prawa Publicznego u prof. Brun-Otto Brydego. W 1991 zdała pierwszy państwowy egzamin prawniczy, a w 1994 ukończyła aplikację prawniczą w Sądzie Okręgowym w Hanowerze, zdając drugi państwowy egzamin prawniczy. 
Następnie Büdenbender pracowała jako sędzia w Sądzie Administracyjnym w Hanowerze. Od 2000 roku jest sędzią Sądu Administracyjnego w Berlinie.

### Życie prywatne
W 1995 wyszła za mąż za Franka-Waltera Steinmeiera, którego poznała podczas studiów w 1988 roku. Mają jedną córkę - Merit (ur. 1996). 24 sierpnia 2010 przeszła przeszczep nerki, której dawcą był jej mąż.

## Odznaczenia
- Order Trzech Gwiazd I klasy (Łotwa, 2019)[6]
- Krzyż Wielki Orderu Sokoła Islandzkiego (Islandia, 2019)[7]
- Krzyż Wielki Orderu Zasługi Republiki Włoskiej (Włochy, 2019)[8]
- Krzyż Wielki Orderu Izabeli Katolickiej (Hiszpania, 2022)[9]
- Krzyż Wielki Orderu Gwiazdy Rumunii (Rumunia, 2023)[10]